# Bali TV
Bali TV – indonezyjska lokalna stacja telewizyjna, należąca do przedsiębiorstwa Kelompok Media Bali Post. Została uruchomiona w 2002 roku.
Nadaje m.in. treści w miejscowym języku balijskim.